# Les Aventures de Antar et Abla
Pour plus de détails, voir Fiche technique et Distribution.
Les Aventures de Antar et Abla (مغامرات عنتر وعبلة, Mughamarat Antar wa Abla) est un film égyptien réalisé par Salah Abou Seif, sorti en 1948.

## Fiche technique
- Titre : Les Aventures de Antar et Abla
- Titre original : Mughamarat Antar wa Abla
- Réalisation : Salah Abouseif
- Scénario : Salah Abouseif, Najeeb Mahfouz et A. A. Salam
- Production : Hasan Mustafa
- Pays :  Égypte
- Durée : 105 minutes
- Dates de sortie : 
  -  Égypte : 1948

## Distribution
- Kouka
- Seraj Munir
- Zaki Toleimat
- Negma Ibrahim
- Estafan Rosti
- Farid Shawki

## Distinctions
Le film a été présenté en sélection officielle en compétition au Festival de Cannes 1949.